# Auxa longidens
Auxa longidens är en skalbaggsart som beskrevs av Stefan von Breuning 1957. Auxa longidens ingår i släktet Auxa och familjen långhorningar.
Artens utbredningsområde är Madagaskar. Inga underarter finns listade.